# IC 572
IC 572 је елиптична галаксија у сазвјежђу Лав која се налази на листи објеката дубоког неба у Индекс каталогу.
Деклинација објекта је + 15° 49' 39" а ректасцензија 9h 52m 32,8s. Привидна величина (магнитуда) објекта IC 572 износи 14,8 а фотографска магнитуда 15,8. IC 572 је још познат и под ознакама MCG 3-25-36, CGCG 92-64, ARAK 220, PGC 28456.